# Orde van de Leeuw en de Zon

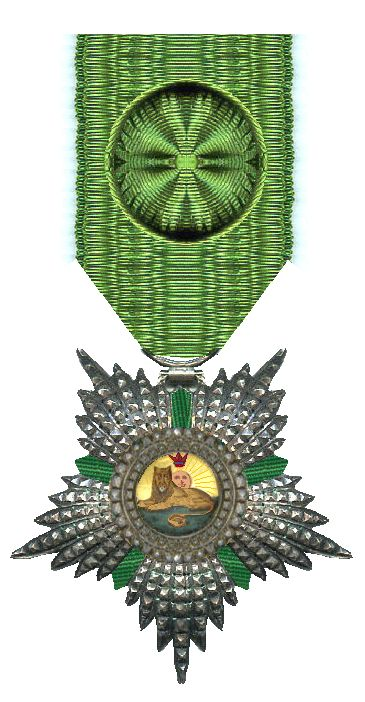
Kleinood van een Officier

De Keizerlijke Orde van de Leeuw en de Zon (Perzisch: Nishan-i-Shir u Khurshid, nishan-i-shuja’at), was een ridderorde van het keizerrijk Perzië.
Ridderorden zijn noch een Perzische, noch een islamitische instelling. Met het instellen van deze orde in 1808 volgde sjah Fat’h Ali Shah uit de dynastie der Kadjaren een westers gebruik. De sjah die met het instellen van een eigen ridderorde het voorbeeld van zijn buurman – de Sultan van het Osmaanse Rijk – volgde, volgde de indeling in vijf graden van het pas ingestelde Franse Legioen van Eer. In eerste instantie was de orde voor vreemdelingen gereserveerd.
De sjahinsjah of keizer van Perzië was grootmeester van de orde.

## De vijf graden in de orde
De onderscheidingen zijn van hoog naar laag:
- Ridder 1e graad, of Grootkruis: Het ordeteken is een zilveren ster, die op de linkerborst wordt gedragen.

De ster is van zilver en het heeft acht scherpe punten.
- Ridder 2e graad, of Grootofficier: Het ordeteken is een zilveren ster, die op de linkerborst wordt gedragen.

Het kleinood is van zilver en het heeft zeven iets stompe punten. Zeven van de kortste stralen zijn verguld.
- Ridder 3e graad, of Commandeur: Het ordeteken aan een lint om de hals.

Het kleinood is van zilver en het heeft zes iets stompe punten. Zes van de kortste stralen zijn verguld.
- Ridder 4e graad, of Officier: Het ordeteken aan een lint waarop een rozet.

Het kleinood is van zilver en het heeft vijf iets stompe punten. Vijf van de kortste stralen zijn verguld. Boven het kleinood is een verhoging in de vorm van een zilveren zon aangebracht.
- Ridder 5e graad, of Ridder: Het ordeteken aan een lint.

Het kleinood is van zilver en het heeft vijf iets stompe punten. Vijf van de kortste stralen zijn verguld. Het kleinood is grover uitgevoerd dan dat van de IVe Klasse.
Maximilian Gritzner beschreef in 1893 zilveren versierselen met een aantal gouden stralen. In de antiekhandel zijn afwijkende versierselen met groene, rode en (zeldzame) zwarte stralen op de zilveren versierselen en sterren te vinden. Gritzner spreekt zichzelf tegen door een afbeelding van een aan een lint om de hals te dragen "Kleinod des Sonnen- und Löwenorden II. Klasse" als illustratie in zijn boek op te nemen.
De versierselen werden ook door juweliers in Berlijn (Godet) en Sint-Petersburg vervaardigd. De Europese versierselen missen de ambachtelijke, ietwat slordige, uitstraling van de Perzische kleinoden. Er zijn ook sterren en versierselen met diamanten en met strassstenen bekend. Het was niet ongebruikelijk om voor eigen rekening een kostbaar insigne van deze orde te bestellen, maar de sjah kan onderscheidingen met briljanten, robijnen of smaragden ook als een bijzonder blijk van zijn gunst hebben uitgereikt.
Aan de orde waren ook gouden, zilveren en bronzen medailles verbonden. De medaille met de rechtopstaande, bewapende, leeuw werd aan Perzische militairen voor dapperheid toegekend. Men droeg de aan vreemdelingen toegekende medailles aan een groen lint. Perzen droegen de medaille aan een keten met kleine schakels.
De orde werd niet aan dames toegekend. Voor hen was er een damesorde, de Orde van de Zon.

## De geschiedenis van de orde

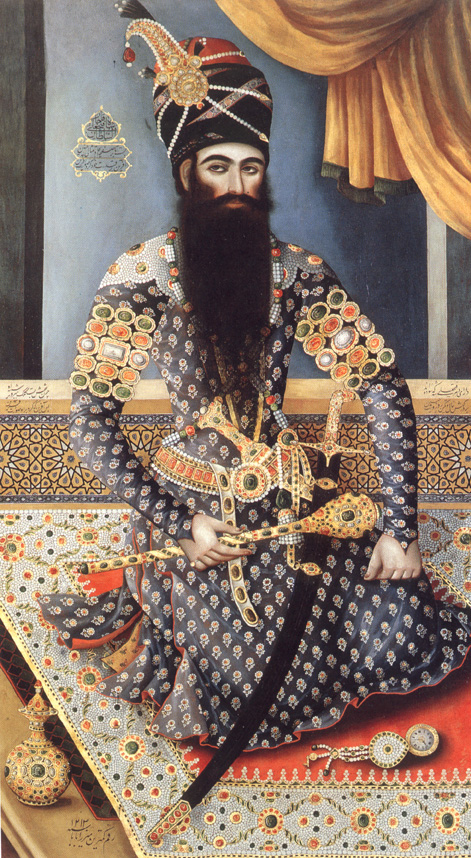
Sjah Fath'Ali Kadjar, de eerste grootmeester

De exotisch vormgegeven versierselen waren onder diplomaten zeer in trek. Men bedelde bij de Perzische autoriteiten dan ook om benoeming in deze orde. Omdat het in het diplomatieke verkeer van de 19e eeuw gebruikelijk was om op grote schaal onderscheidingen aan ministers, diplomaten, bestuurders en rijk geworden handelaren uit te reiken, en Perzië bijzonder corrupt was, werden er vele honderden benoemingen gedaan. De onderscheiding kreeg zo de status van een "hebbedingetje" en iedereen wist dat de Orde van de Leeuw en de Zon min of meer te koop was.
In 1925 maakte de Pahlavi dynastie een einde aan de orde. Zij werd vervangen door de Orde van Homayoun, maar het aan de Moghul-heersers in India ontleende koninklijke motief van een leeuw met de zon op de achtergrond, in 1834 gekozen door Mohammad Shah, bleef in gebruik.
In de laatste helft van de 19e eeuw maakten de sjahs grote reizen door Europa. Men reikte daarbij honderden sterren in de orde uit. Ook andere Perzische hoogwaardigheidsbekleders waren bekend om hun royale gebruik van deze orde. Dat bracht Anton Tsjechov tot het schrijven van zijn satirische verhaal "De Leeuw en de Zon".

## De versierselen

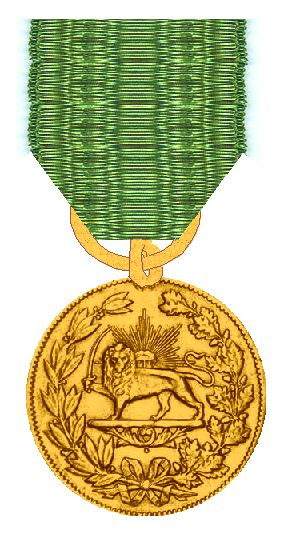
Medaille voor dapperheid

Op de medaillons van de versierselen van de Militaire Divisie staat een leeuw en het dier heeft een kromzwaard vast. In de Civiele Divisie wordt het dier liggend afgebeeld.
Het lint was aan het Perzische hof blauw. Vreemdelingen droegen een lichtgroen lint en Perzen een rood of wit lint.
Iedere graad heeft een ander versiersel. Men herkent de hogere graden omdat deze meer punten hebben. De versierselen van de Grootkruisen, de Grootofficieren en de Commandeurs hebben als verbinding met het lint een zilveren verhoging boven de ster. De Officier draagt op het lint een rozet.
Anders dan bij de Europese orden gebruikelijk was, werd het grootkruis niet aan een grootlint, een breed lint over de schouder op de heup gedragen. Ook de Grootofficier in deze orde droeg geen kleinood om de hals zoals in andere landen. Het afwijkende kledingvoorschrift is te verklaren uit het traditionele Perzische kostuum dat zich niet leent voor over de schouder gedragen linten.
De versierselen van de orde werden in Perzië door ambachtslieden, juweliers die traditionele Perzische technieken gebruikten, vervaardigd. Daarom is er geen sprake van eenvormigheid of een industriële norm. De versierselen zijn allemaal iets verschillend en vooral met het schilderen van het emaille in het medaillon hebben de kunstenaars zich veel vrijheden veroorloofd. De kwaliteit van het schilderwerk loopt sterk uiteen. Soms is de zon op de achtergrond gekroond, soms ook niet, en de stralen rond de zonneschijf ontbreken soms. Het groene emaille op de stralen van de ster is zeer kwetsbaar. Veel van de in de antiekhandel aangeboden sterren zijn dan ook beschadigd.
De meeste sterren hebben een medaillon zonder ring. Er zijn sterren bekend met een brede, groen geëmailleerde ring met Perzische tekst rond het medaillon.
Ook Nederlanders werden in deze orde opgenomen, onder hen Rudolph Lehmann die Commandeur in deze orde was.

## Een overzicht van versierselen

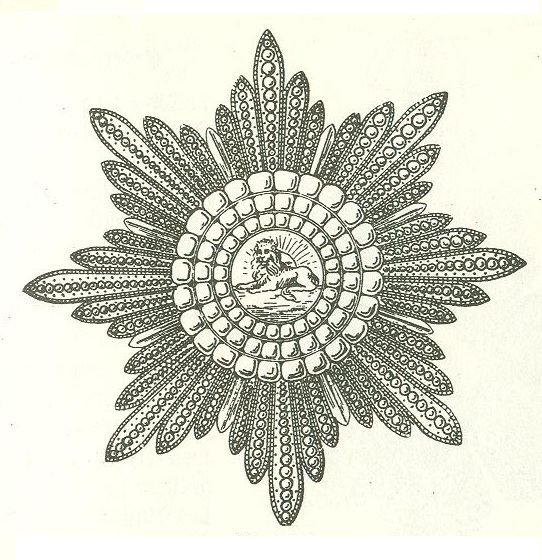
Ster van de Eerste Klasse Orde van de Leeuw en de Zon getekend door Gritzner
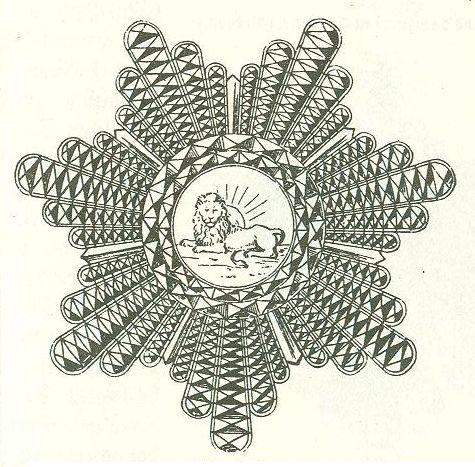
Ster van een Grootofficier, Civiele Divisie
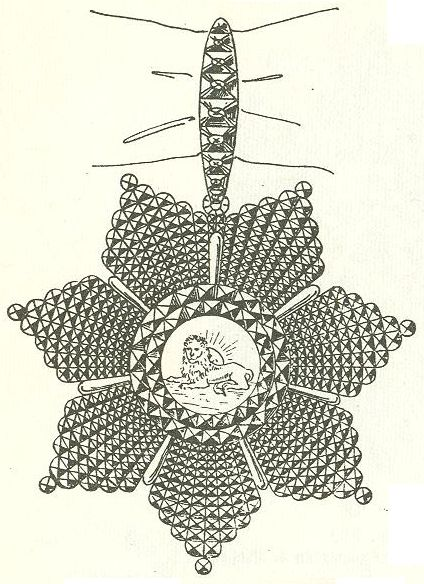
Kleinood van de IIe Klasse Perzië 1890
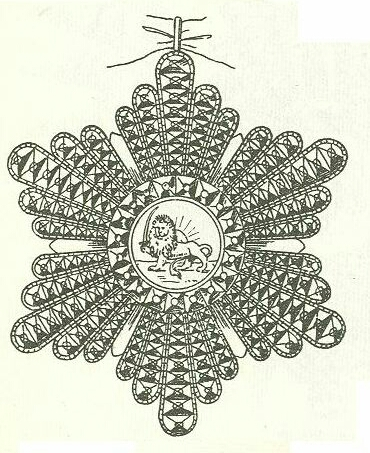
Een commandeurskruis (IIIe Klasse) in de Militaire Divisie
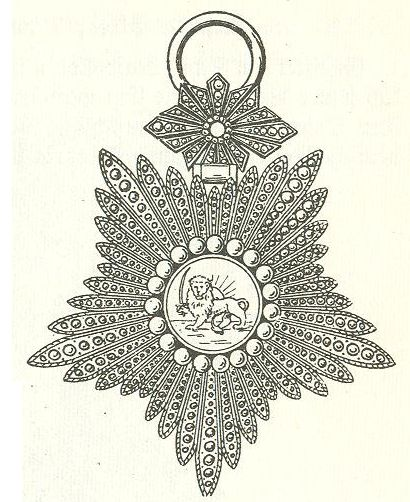
Een versiersel van een Officier in de Militaire Divisie
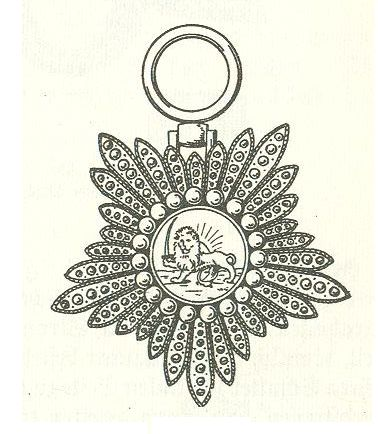
Een versiersel van Ridder in de Militaire Divisie